# 早稲田大学広末涼子入学騒動
早稲田大学広末涼子入学騒動（わせだだいがくひろすえりょうこにゅうがくそうどう）では、1998年11月に女性アイドルの広末涼子が早稲田大学にAO入試で合格し、翌1999年4月に入学したことに伴う一連の騒動について記述する。
当時の広末はトップアイドルであり、人気ドラマに立て続けに出演、紅白歌合戦にも出場するほどであった。同年の早稲田大学の入学試験では、女子受験生が309人、男子受験生が2785人、それぞれ増加した。

## 経緯
当時の早稲田大学総長の奥島孝康は、第二の吉永小百合が来ると喜んだという。また、広末の通っていた品川女子学院高等部の理事長と懇意であった早稲田大学教育学部長の渡辺重範は、広末の入学が発表される数ヶ月前から広末涼子は合格と発言していた。
広末は早稲田大学の入学式には出席しなかった。初登校は入学式から3か月後の6月26日であった。初登校の日には取材陣が大挙して訪れ、学生や野次馬も集まってきて3000人以上の大群衆となった。その日の講義終了後、広末は大隈講堂前でマスコミ各社の記念撮影に応じた。その後広末が下校しようとすると、報道陣と野次馬が広末に近付こうと四方八方から押し寄せてきてもみくちゃとなった。
「噂の真相」が「不正入試疑惑」を報じ、1997年7月に入学反対の立て看板が登場したと批判したが、一方では合格を祝う看板も掲げられた。「文芸春秋」は、在学中にもかかわらず早稲田に登校していない時期に、交際中の伊勢谷友介が在学する東京芸術大学で広末が目撃されていたと報じた。
なお、広末は2003年10月6日に「女優業に専念したい」として早稲田大学を退学した。しかし、大規模事件となったスーパーフリー事件が広末の退学直前に発覚し、大学側は同事件への対処に追われたことや、報道陣も同事件への取材で多忙を極めていたこともあり、広末の退学はあまりマスコミに取り上げられることはなかった。